# Gran Premio de Argentina de Motociclismo de 2023
El Gran Premio de Argentina de 2023 (oficialmente: Gran Premio Michelin® de la República Argentina) fue la segunda prueba del Campeonato del Mundo de Motociclismo de 2023. Tuvo lugar el fin de semana del 31 de marzo al 2 de abril de 2023 en el Autódromo Termas de Río Hondo, situado en la ciudad de Termas de Río Hondo de la Provincia de Santiago del Estero, Argentina.
La carrera sprint de MotoGP fue ganada por Brad Binder, seguido de Marco Bezzecchi y Luca Marini.
La carrera de MotoGP fue ganada por Marco Bezzecchi, seguido de Johann Zarco y Álex Márquez. Tony Arbolino fue el ganador de la prueba de Moto2, por delante de Alonso López y Jake Dixon. La carrera de Moto3 fue ganada por Tatsuki Suzuki, Diogo Moreira fue segundo y Andrea Migno tercero.

## Resultados

### Resultados MotoGP

#### Carrera al sprint
| Pos.    | N.º | Piloto                | Equipo                       | Constructor | Vueltas | Tiempo    | Parrilla | Puntos |
| ------- | --- | --------------------- | ---------------------------- | ----------- | ------- | --------- | -------- | ------ |
| 1       | 33  | Brad Binder           | Red Bull KTM Factory Racing  | KTM         | 12      | 19:56.873 | 15       | 12     |
| 2       | 72  | Marco Bezzecchi       | Mooney VR46 Racing Team      | Ducati      | 12      | +0.072    | 2        | 9      |
| 3       | 10  | Luca Marini           | Mooney VR46 Racing Team      | Ducati      | 12      | +0.877    | 7        | 7      |
| 4       | 21  | Franco Morbidelli     | Monster Energy Yamaha MotoGP | Yamaha      | 12      | +2.354    | 4        | 6      |
| 5       | 73  | Álex Márquez          | Gresini Racing MotoGP        | Ducati      | 12      | +2.462    | 1        | 5      |
| 6       | 1   | Francesco Bagnaia     | Ducati Lenovo Team           | Ducati      | 12      | +2.537    | 3        | 4      |
| 7       | 12  | Maverick Viñales      | Aprilia Racing               | Aprilia     | 12      | +2.643    | 5        | 3      |
| 8       | 89  | Jorge Martín          | Prima Pramac Racing          | Ducati      | 12      | +3.754    | 8        | 2      |
| 9       | 20  | Fabio Quartararo      | Monster Energy Yamaha MotoGP | Yamaha      | 12      | +3.856    | 10       | 1      |
| 10      | 43  | Jack Miller           | Red Bull KTM Factory Racing  | KTM         | 12      | +5.143    | 16       |        |
| 11      | 30  | Takaaki Nakagami      | LCR Honda Idemitsu           | Honda       | 12      | +5.574    | 11       |        |
| 12      | 5   | Johann Zarco          | Prima Pramac Racing          | Ducati      | 12      | +7.568    | 6        |        |
| 13      | 49  | Fabio Di Giannantonio | Gresini Racing MotoGP        | Ducati      | 12      | +6.965    | 14       |        |
| 14      | 25  | Raúl Fernández        | CryptoDATA RNF MotoGP Team   | Aprilia     | 12      | +7.725    | 13       |        |
| 15      | 42  | Álex Rins             | LCR Honda Castrol            | Honda       | 12      | +8.687    | 12       |        |
| 16      | 37  | Augusto Fernández     | GasGas Factory Racing Tech3  | KTM         | 12      | +9.040    | 17       |        |
| Ret     | 41  | Aleix Espargaró       | Aprilia Racing               | Aprilia     | 10      | Caída     | 9        |        |
| Ret     | 36  | Joan Mir              | Repsol Honda Team            | Honda       | 0       | Caída     | 18       |        |
| Fuente: |     |                       |                              |             |         |           |          |        |

#### Carrera larga
| Pos.    | N.º | Piloto                | Equipo                       | Constructor | Vueltas | Tiempo    | Parrilla | Puntos |
| ------- | --- | --------------------- | ---------------------------- | ----------- | ------- | --------- | -------- | ------ |
| 1       | 72  | Marco Bezzecchi       | Mooney VR46 Racing Team      | Ducati      | 25      | 44:28.518 | 2        | 25     |
| 2       | 5   | Johann Zarco          | Prima Pramac Racing          | Ducati      | 25      | +4.085    | 6        | 20     |
| 3       | 73  | Álex Márquez          | Gresini Racing MotoGP        | Ducati      | 25      | +4.681    | 1        | 16     |
| 4       | 21  | Franco Morbidelli     | Monster Energy Yamaha MotoGP | Yamaha      | 25      | +7.581    | 4        | 13     |
| 5       | 89  | Jorge Martín          | Prima Pramac Racing          | Ducati      | 25      | +9.746    | 8        | 11     |
| 6       | 43  | Jack Miller           | Red Bull KTM Factory Racing  | KTM         | 25      | +10.562   | 16       | 10     |
| 7       | 20  | Fabio Quartararo      | Monster Energy Yamaha MotoGP | Yamaha      | 25      | +11.095   | 10       | 9      |
| 8       | 10  | Luca Marini           | Mooney VR46 Racing Team      | Ducati      | 25      | +13.694   | 7        | 8      |
| 9       | 42  | Álex Rins             | LCR Honda Castrol            | Honda       | 25      | +14.327   | 12       | 7      |
| 10      | 49  | Fabio Di Giannantonio | Gresini Racing MotoGP        | Ducati      | 25      | +18.515   | 14       | 6      |
| 11      | 37  | Augusto Fernández     | GasGas Factory Racing Tech3  | KTM         | 25      | +19.380   | 17       | 5      |
| 12      | 12  | Maverick Viñales      | Aprilia Racing               | Aprilia     | 25      | +26.091   | 5        | 4      |
| 13      | 30  | Takaaki Nakagami      | LCR Honda Idemitsu           | Honda       | 25      | +28.394   | 11       | 3      |
| 14      | 25  | Raúl Fernández        | CryptoDATA RNF MotoGP Team   | Aprilia     | 25      | +29.894   | 13       | 2      |
| 15      | 41  | Aleix Espargaró       | Aprilia Racing               | Aprilia     | 25      | +36.183   | 9        | 1      |
| 16      | 1   | Francesco Bagnaia     | Ducati Lenovo Team           | Ducati      | 25      | +47.753   | 3        |        |
| 17      | 33  | Brad Binder           | Red Bull KTM Factory Racing  | KTM         | 25      | +48.106   | 15       |        |
| DNS     | 36  | Joan Mir              | Repsol Honda Team            | Honda       |         | No corrió | 18       |        |
| 1.      |     |                       |                              |             |         |           |          |        |
| Fuente: |     |                       |                              |             |         |           |          |        |

### Resultados Moto2
| Pos.    | N.º | Piloto                  | Constructor | Vueltas | Tiempo              | Parrilla | Puntos |
| ------- | --- | ----------------------- | ----------- | ------- | ------------------- | -------- | ------ |
| 1       | 14  | Tony Arbolino           | Kalex       | 14      | 26:26.606           | 8        | 25     |
| 2       | 21  | Alonso López            | Boscoscuro  | 14      | +0.663              | 1        | 20     |
| 3       | 96  | Jake Dixon              | Kalex       | 14      | +1.961              | 4        | 16     |
| 4       | 40  | Arón Canet              | Kalex       | 14      | +7.769              | 2        | 14     |
| 5       | 11  | Sergio García           | Kalex       | 14      | +11.954             | 28       | 11     |
| 6       | 15  | Darryn Binder           | Kalex       | 14      | +12.274             | 11       | 9      |
| 7       | 12  | Filip Salač             | Kalex       | 14      | +13.100             | 13       | 9      |
| 8       | 35  | Somkiat Chantra         | Kalex       | 14      | +12.758             | 3        | 8      |
| 9       | 75  | Albert Arenas           | Kalex       | 14      | +13.649             | 10       | 7      |
| 10      | 22  | Sam Lowes               | Kalex       | 14      | +14.107             | 14       | 6      |
| 11      | 18  | Manuel González         | Kalex       | 14      | +15.581             | 7        | 5      |
| 12      | 37  | Pedro Acosta            | Kalex       | 14      | +16.913             | 5        | 4      |
| 13      | 13  | Celestino Vietti        | Kalex       | 14      | +17.135             | 6        | 3      |
| 14      | 16  | Joe Roberts             | Kalex       | 14      | +25.871             | 9        | 2      |
| 15      | 54  | Fermín Aldeguer         | Boscoscuro  | 14      | +27.388             | 16       | 1      |
| 16      | 81  | Jordi Torres            | Kalex       | 14      | +31.901             | 23       |        |
| 17      | 52  | Jeremy Alcoba           | Kalex       | 14      | +32.583             | 15       |        |
| 18      | 84  | Zonta van den Goorbergh | Kalex       | 14      | +33.523             | 20       |        |
| 19      | 7   | Barry Baltus            | Kalex       | 14      | +33.755             | 12       |        |
| 20      | 2   | Soichiro Minamimoto     | Kalex       | 14      | +33.918             | 27       |        |
| 21      | 72  | Borja Gómez             | Kalex       | 14      | +48.220             | 29       |        |
| 22      | 64  | Bo Bendsneyder          | Kalex       | 14      | +49.932             | 17       |        |
| 23      | 19  | Lorenzo Dalla Porta     | Kalex       | 14      | +55.187             | 24       |        |
| 24      | 24  | Marcos Ramírez          | Forward     | 14      | +55.414             | 19       |        |
| 25      | 71  | Dennis Foggia           | Kalex       | 14      | +55.564             | 22       |        |
| Ret     | 33  | Rory Skinner            | Kalex       | 5       | Retirado            | 25       |        |
| Ret     | 98  | David Sanchis           | Forward     | 5       | Problemas mecánicos | 26       |        |
| Ret     | 4   | Sean Dylan Kelly        | Kalex       | 1       | Problemas mecánicos | 18       |        |
| 1.      |     |                         |             |         |                     |          |        |
| Fuente: |     |                         |             |         |                     |          |        |

### Resultados Moto3
| Pos.    | N.º | Piloto             | Constructor | Vueltas | Tiempo    | Parrilla | Puntos |
| ------- | --- | ------------------ | ----------- | ------- | --------- | -------- | ------ |
| 1       | 24  | Tatsuki Suzuki     | Honda       | 18      | 35:18.099 | 6        | 25     |
| 2       | 10  | Diogo Moreira      | KTM         | 18      | +4.571    | 3        | 20     |
| 3       | 16  | Andrea Migno       | KTM         | 18      | +4.699    | 9        | 16     |
| 4       | 96  | Daniel Holgado     | KTM         | 18      | +8.814    | 10       | 13     |
| 5       | 19  | Scott Ogden        | Honda       | 18      | +11.512   | 8        | 11     |
| 6       | 82  | Stefano Nepa       | KTM         | 18      | +11.865   | 14       | 10     |
| 7       | 27  | Kaito Toba         | Honda       | 18      | +12.159   | 11       | 9      |
| 8       | 43  | Xavier Artigas     | CFMoto      | 18      | +12.467   | 15       | 8      |
| 9       | 6   | Ryusei Yamanaka    | Honda       | 18      | +12.884   | 18       | 7      |
| 10      | 38  | David Salvador     | KTM         | 18      | +12.844   | 22       | 6      |
| 11      | 63  | Syarifuddin Azman  | KTM         | 18      | +14.033   | 20       | 5      |
| 12      | 18  | Matteo Bertelle    | Honda       | 18      | +20.736   | 12       | 4      |
| 13      | 55  | Romano Fenati      | Honda       | 18      | +26.304   | 24       | 3      |
| 14      | 80  | David Alonso       | Gas Gas     | 18      | +27.524   | 7        | 2      |
| 15      | 70  | Joshua Whatley     | Honda       | 18      | +37.275   | 28       | 1      |
| 16      | 44  | David Muñoz        | KTM         | 18      | +39.602   | 16       |        |
| 17      | 92  | David Almansa      | CFMoto      | 18      | +41.959   | 25       |        |
| 18      | 72  | Taiyo Furusato     | KTM         | 18      | +45.783   | 26       |        |
| 19      | 48  | Iván Ortolá        | KTM         | 18      | +47.086   | 4        |        |
| 20      | 7   | Filippo Farioli    | KTM         | 18      | +47.380   | 21       |        |
| 21      | 22  | Ana Carrasco       | KTM         | 18      | +53.918   | 27       |        |
| 22      | 95  | Collin Veijer      | Husqvarna   | 18      | +55.636   | 17       |        |
| 23      | 99  | José Antonio Rueda | KTM         | 18      | +56.852   | 13       |        |
| 24      | 53  | Deniz Öncü         | KTM         | 18      | +1:23.159 | 2        |        |
| Ret     | 54  | Riccardo Rossi     | Honda       | 17      | Caída     | 19       |        |
| Ret     | 5   | Jaume Masiá        | Honda       | 13      | Caída     | 5        |        |
| Ret     | 64  | Mario Aji          | Honda       | 13      | Caída     | 23       |        |
| Ret     | 71  | Ayumu Sasaki       | Husqvarna   | 10      | Caída     | 1        |        |
| 1.      |     |                    |             |         |           |          |        |
| Fuente: |     |                    |             |         |           |          |        |